# Ackerhalle
Die Ackerhalle, historische Bezeichnung Markthalle VI, im Berliner Ortsteil Mitte ist eine von 14 Markthallen, die der Berliner Magistrat zwischen 1886 und 1892 für den Einzelhandel errichten ließ und von denen heute nur noch sechs erhalten sind. Sie befindet sich in der Ackerstraße 23–26 Ecke Invalidenstraße 158 in der Oranienburger Vorstadt.

## Geschichte
Die Ackerhalle wurde zwischen 1886 und 1888 nach Entwürfen von Hermann Blankenstein erbaut. Nachdem sie den Zweiten Weltkrieg unbeschadet überstanden hatte, wurde sie 1969 von Klaus Pöschk modernisiert, wobei jedoch die ursprüngliche typische Markthallenatmosphäre verloren ging. 1991 wurden diese Modernisierungen rückgängig gemacht und die Markthalle nach ihrem ursprünglichen Plan in Form einer Basilika rekonstruiert. Im gleichen Zug wurde am 3. Mai 1991 ein Bolle-Markt im Inneren der Halle eröffnet. Später wurde daraus ein Extra-Markt, der nach Umbauarbeiten am 14. August 2002 wiedereröffnete. 2016 wurde das Innere der Ackerhalle von der Supermarktkette Rewe umgestaltet, wobei kleine Imbiss- und Verkaufsstände entfernt wurden. Zur Wandgestaltung kamen Alt-Berliner Motive von Heinrich Zille zur Anwendung.

## Architektur

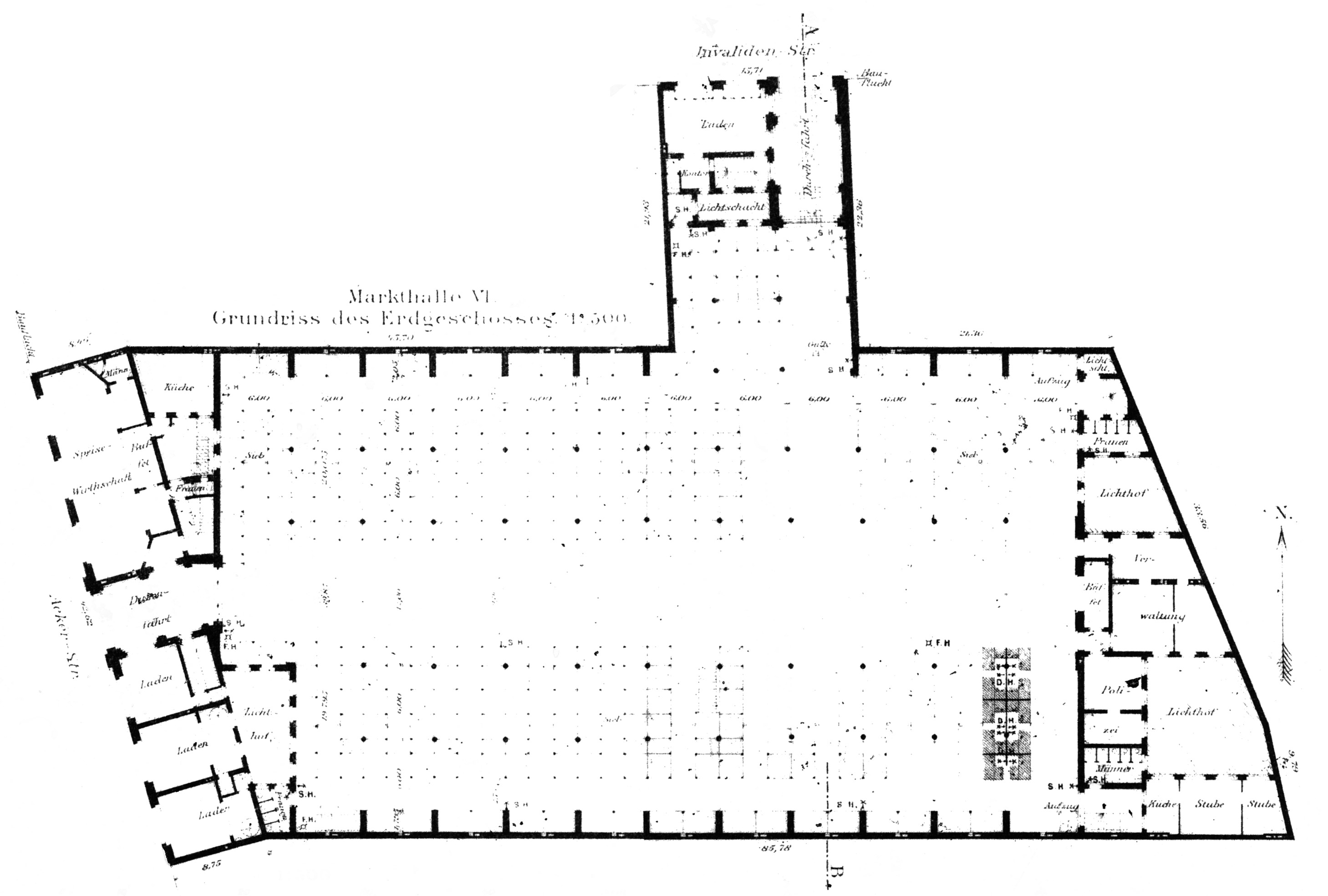
Grundriss

Die Markthalle mit einem rhomboiden Grundriss ist in einen inneren Baublock integriert, der durch zwei Kopfbauten in der Acker- und der Invalidenstraße zugängig ist. Diese sind zweigeschossig und besitzen jeweils ein hohes rundbogiges übergiebeltes Eingangstor. Die Fassaden im Neorenaissancestil sind klinkerverkleidet und mit runden Terrakottaplatten, die italienische Renaissanceformen aufweisen, aufwändig dekoriert. Durch die Halle selbst führt eine neun Meter breite Durchfahrtsstraße, die von einem zwölf Meter hohen Mittelschiff mit verglasten Obergaden überspannt ist. Die Marktstände waren in den Seitenschiffen untergebracht, die durch gusseiserne Stützen abgetrennt sind, eine Breite von sechs Metern haben und von Sheddächern belichtet werden. Unterhalb der Halle befindet sich ein Kellergeschoss, das als Lager- und Kühlbereich dient.

Dekorationselemente
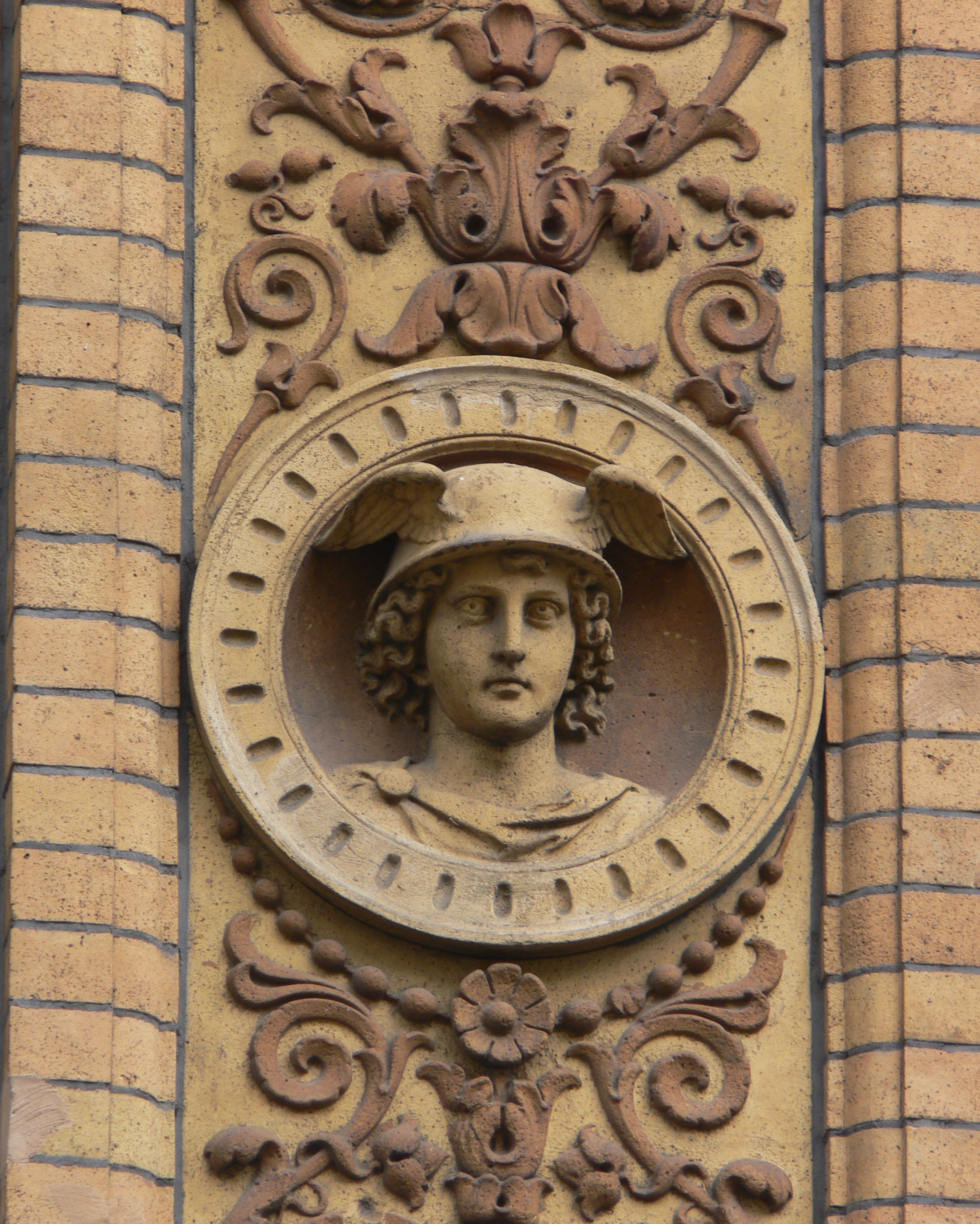
Gott Merkur
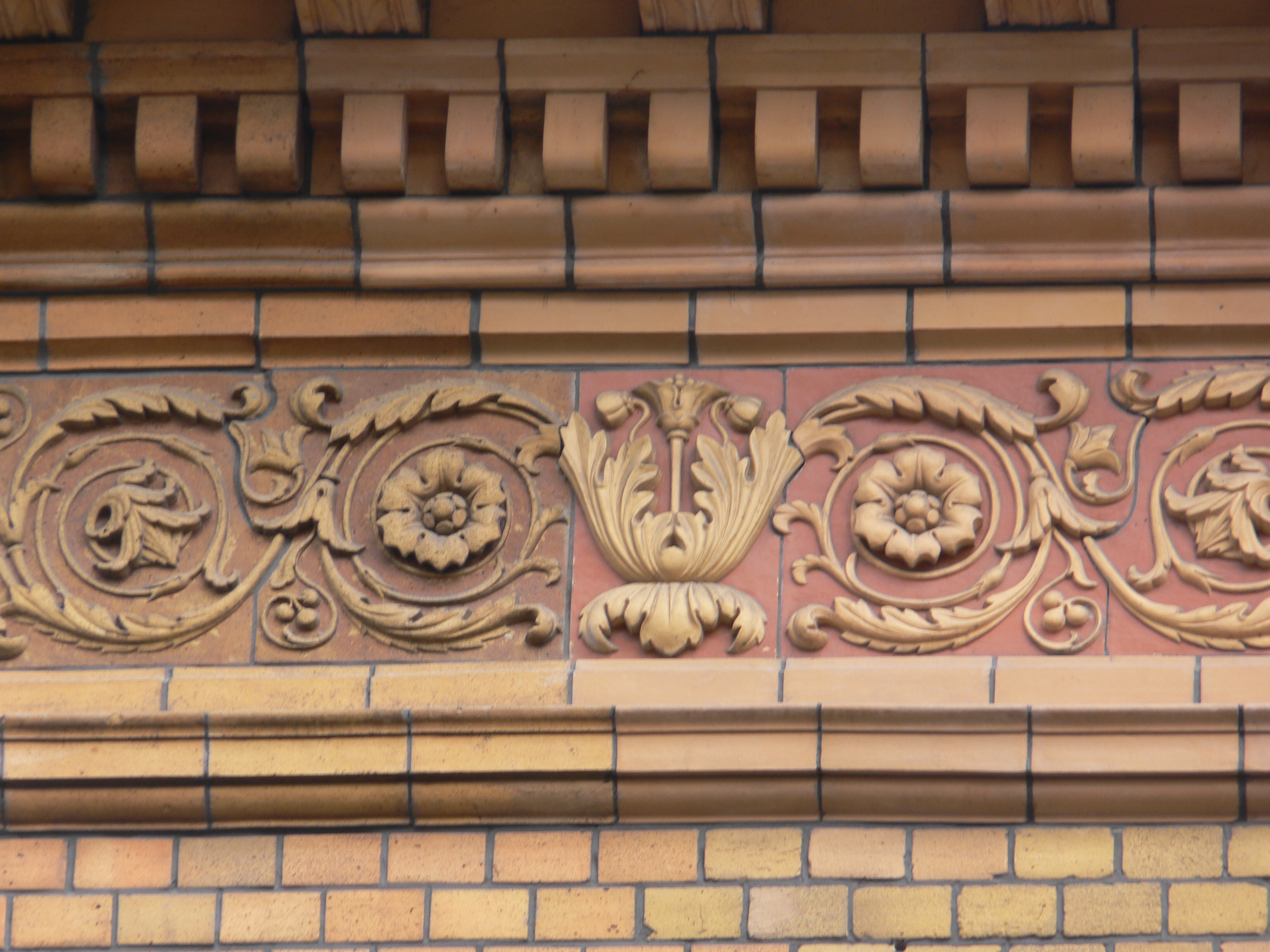
Fries
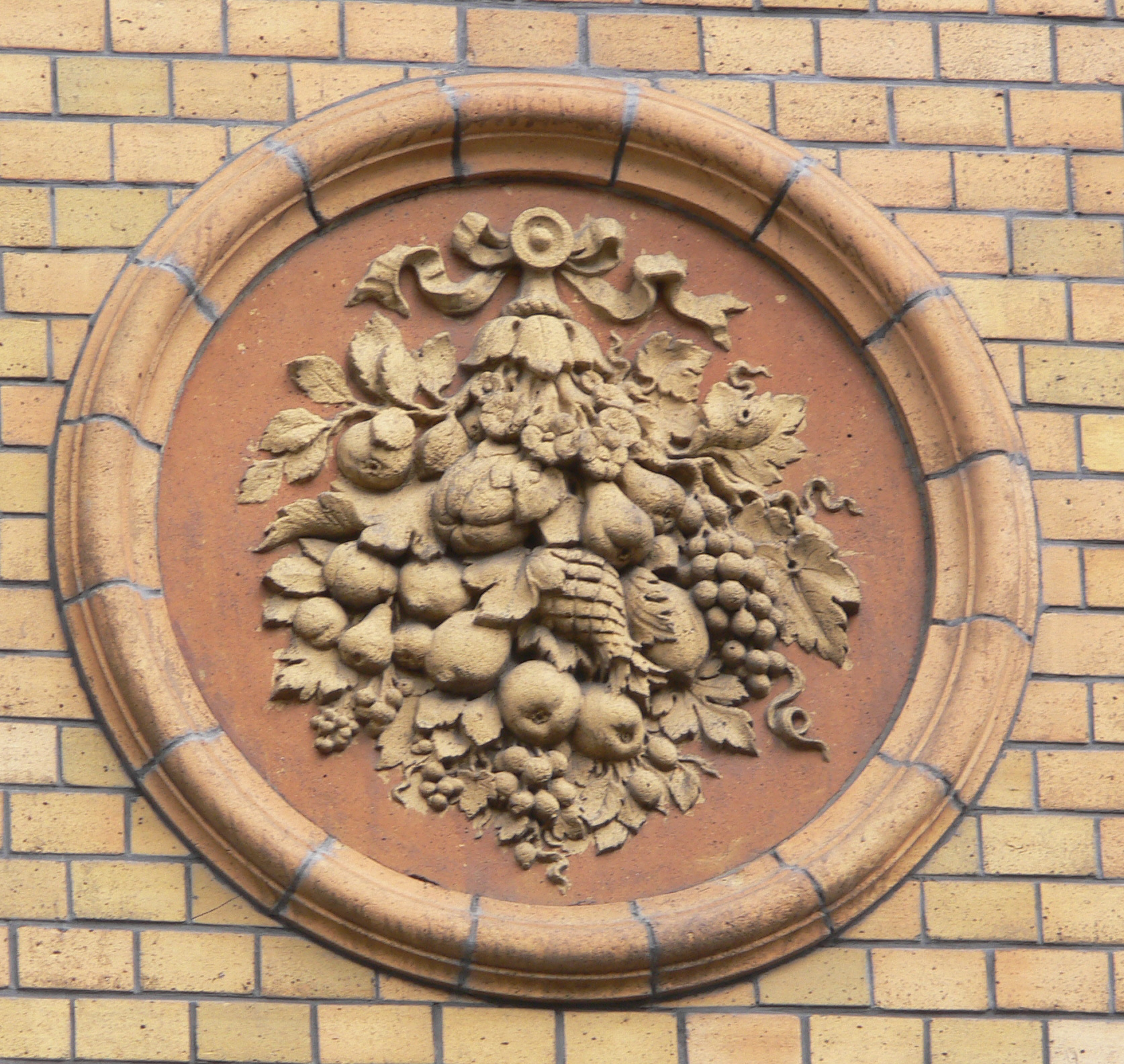
Terrakotta-Obst
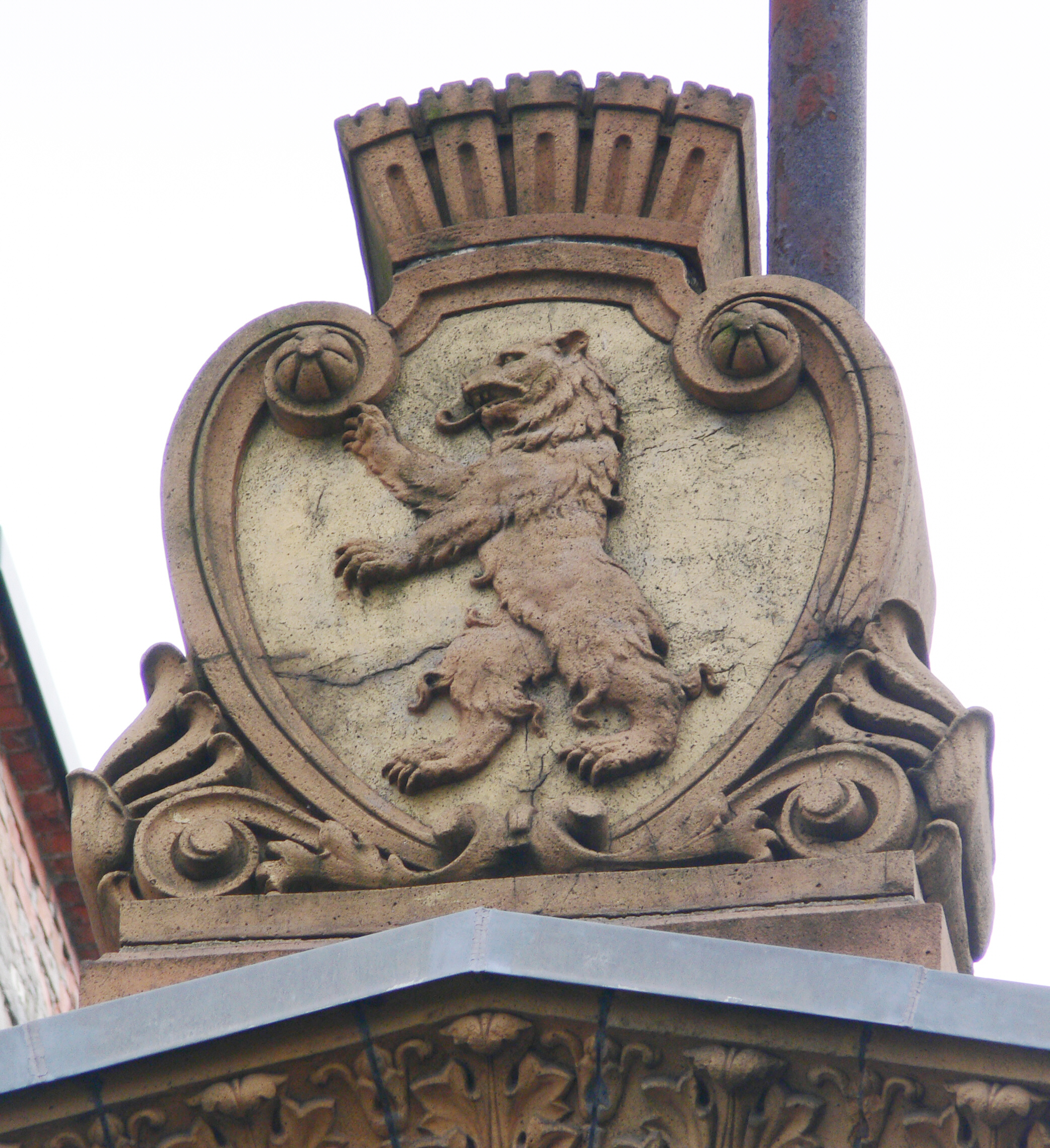
Wappen an der Seitenfassade

Das Gebäude ist als Baudenkmal mit der Nummer 09010137 in der Berliner Landesdenkmalliste eingetragen.